# تریسک ۱۴۹۳۷
سیارک ۱۴۹۳۷ (به انگلیسی: 14937 Thirsk، نامگذاری:1995CP3) چهارده هزار و نهصد و سی و هفتمین سیارک کشف شده‌است که در ۱ فوریه ۱۹۹۵ کشف شد.
قدر مطلق سیارک برابر ۱۰.۷ است.